# Licnodamaeus granulatus
Licnodamaeus granulatus är en kvalsterart som beskrevs av Balogh och Csiszár 1963. Licnodamaeus granulatus ingår i släktet Licnodamaeus och familjen Licnodamaeidae. Inga underarter finns listade i Catalogue of Life.